# توني مور
توني مور (بالإنجليزية: Tony Moore) مواليد 20 ديسمبر، 1978، فنان رسومات قصص مصورة أمريكي، عمل مع روبرت كيركمان في سلسلة القصص المصورة الموتى السائرون (العدد 1# حتى 6#) 2003-2006.

## نشأتهُ
ولد مايكل أنثوني مور في 20 ديسمبر، 1978، في ليكسينغتون، كينتاكي.

## وصلات خارجية
- توني مور على موقع IMDb (الإنجليزية)
- توني مور على موقع ميوزك برينز (الإنجليزية)
- توني مور على موقع قاعدة بيانات الفيلم (الإنجليزية)

- الموقع الرسمي